# البطولة العربية للأندية الفائزة بالكؤوس 1991
البطولة العربية للأندية الفائزة بالكؤوس 1991 هي النسخة الثانية من البطولة العربية للأندية الفائزة بالكؤوس التي أقيمت في دبي، الإمارات من 3 إلى 16 ديسمبر 1991. مثلت الفرق الدول العربية في أفريقيا وآسيا. فاز نادي الأولمبيك البيضاوي المغربي بالبطولة للمرة الأولى على حساب نادي المقاولون العرب المصري.